# Ezra Edelman

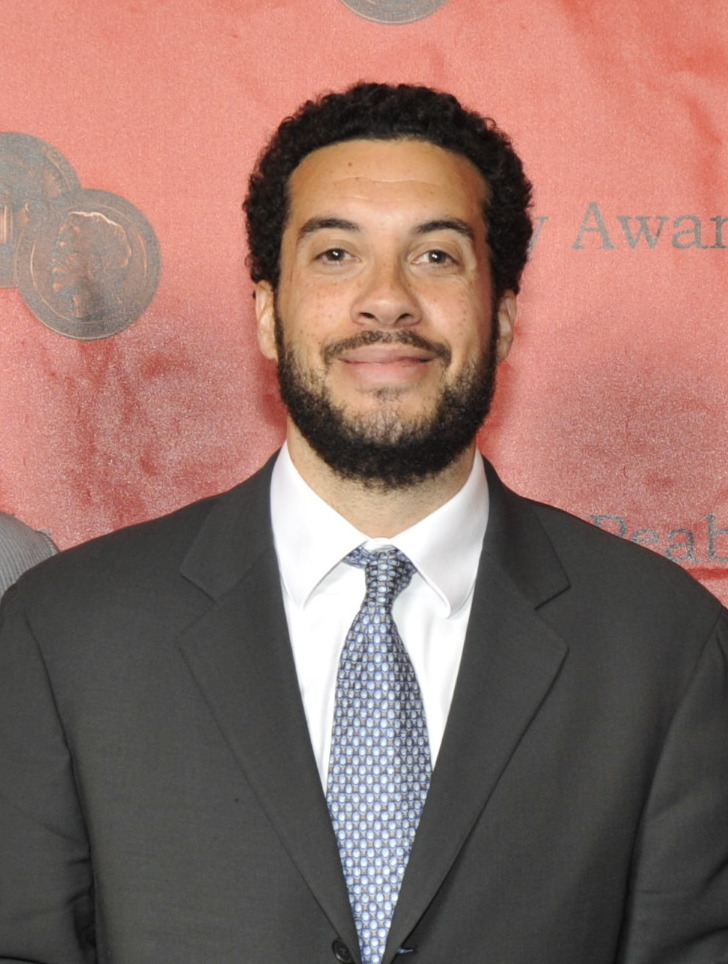
Ezra Edelman

Ezra Benjamin Edelman (* 6. August 1974 in Boston, Massachusetts) ist ein US-amerikanischer Filmproduzent und Filmregisseur im Bereich des Dokumentarfilms.

## Karriere
Ezra Edelman ist als jüngster von drei Brüdern geboren worden. Seine Eltern sind die Kinderrechtsaktivistin Marian Wright Edelman und der jüdische Bürgerrechtsanwalt Peter Edelman. Im Jahr 1992 verließ Ezra Edelman die Sidwell Friends School in Kalifornien und machte seinen Abschluss an der Yale University.
Im Filmgeschäft war seine erste Beteiligung bei dem Dokumentar-Fernsehfilm Brooklyn Dodgers: The Ghosts of Flatbush im Jahr 2007 als Produzent. Seine erste Regietätigkeit hatte er im Jahr 2010 in dem selbstproduzierten Film Magic & Bird: A Courtship of Rivals. Im Jahr 2013 war er Mitproduzent am Dokumentarfilm Cutie and the Boxer, der bei der Oscarverleihung 2014 in der Kategorie bester Dokumentarfilm nominiert war. Für seine fünfteilige Dokumentation O.J. Simpson – Eine amerikanische Saga erhielt er bei der Oscarverleihung 2017 einen Oscar in der Kategorie bester Dokumentarfilm.
Eine von Edelman verantwortete sechsteilige Dokumentation über den Sänger Prince für Netflix wird nicht veröffentlicht werden, wie im Februar 2025 bekannt wurde. The Prince Estate und Netflix hätten sich entsprechend geeinigt. Hintergrund ist, dass der Dokumentation von Seiten des Estates vorgeworfen wird, nicht korrekt oder übertrieben über den Sänger zu berichten.

## Filmografie (Auswahl)
- 2007: Brooklyn Dodgers: The Ghosts of Flatbush
- 2010: Magic & Bird: A Courtship of Rivals
- 2016: O.J. Simpson – Eine amerikanische Saga (O.J.: Made in America)